# Berta d'Arles
Berta di Provenza o di Arles (... – dopo il 18 agosto 965) fu prima contessa della Borgogna Transgiurana, per il matrimonio con Bosone di Borgogna, poi contessa di Rouergue, per il matrimonio con Raimondo II di Rouergue.

## Origine
Secondo il cronista, Liutprando da Cremona, Vescovo di Cremona, era la figlia del conte d'Arles, conte d'Avignone, poi anche conte d'Arles e governatore della Provenza, ed infine Margravio di Toscana, Bosone VI di Provenza, e di Willa II di Borgogna, figlia del re di Borgogna Rodolfo I e di Willa di Provenza. Bosone era il figlio secondogenito del conte di Arles, Tebaldo (ca 860-895) e di Berta di Lotaringia (863-925), figlia terzogenita del re di Lotaringia Lotario II e della seconda moglie, Waldrada (scomunicata in quanto considerata concubina, da papa Nicola I), quindi nipote dell'imperatore Lotario I. La madre, Willa II di Borgogna, era la sorella di Rodolfo II re di Borgogna e d'Italia.

## Biografia
Verso il 928, Berta fu data in sposa al conte della Borgogna Transgiurana, ed abate laico dell'abbazia benedettina di Moyenmoutiers, Bosone, figlio del conte di Autun, conte di Auxerre, primo duca dei Burgundi prima col titolo di marchese e poi col titolo di duca di Borgogna ed infine conte di Troyes, Riccardo di Autun detto il Giustiziere, e di Adelaide (?-dopo il 14 luglio 929) figlia del conte di Auxerre e di Borgogna, Corrado II, della famiglia dei Guelfi e di Waldrada. Berta divenne così cognata del re dei Franchi Occidentali Rodolfo e del duca di Borgogna, Ugo il Nero.
Dopo qualche anno, Berta si separò da Bosone.
Secondo il cronista Flodoardo, nel settembre 935, durante l'assedio di San Quintino, dove Ugo il Grande era sotto assedio, Bosone perse la vita, lasciando vedova Berta.
Sempre secondo il cronista Liutprando da Cremona, Vescovo di Cremona, dopo la morte del marito nel 946, Berta si risposò, in seconde nozze, col conte di Rouergue, Raimondo II, principe degli Aquitani, considerato di infima nobiltà. Per il suo matrimonio Berta fu giudicata alla stregua di una concubina.
Berta viene citata dal marito, Raimondo, assieme al figlio anche lui di nome Raimondo, nel documento 107 della Histoire Générale de Languedoc, del 26 febbraio 960, inerente ad una donazione al monastero di Montmajour.
Berta, sempre col figlio Raimondo, fu citata nel testamento del marito, Raimondo.
Berta, nel 961, il 7 settembre, secondo il Cartulaire du chapitre de l´église cathédrale Notre-Dame de Nîmes fece inoltre una donazione, assieme al figlio Raimondo.
Berta viene citata per l'ultima volta, il 18 agosto 965, in un documento del Cartulaire du chapitre de l´église cathédrale Notre-Dame de Nîmes sempre per una donazione fatta da Berta, controfirmata dal figlio, Raimondo.
Berta, secondo il Liber miraculorum sancte Fidis, viene ancora citata al tempo del sinodo del 1002

## Figli
Berta a Bosone non diede alcun figlio.
Mentre a Raimondo diede quattro (o cinque) figli::
- Raimondo (citato, assieme alla madre, in una donazione del 960[16] (?-1008), conte di Rouergue
- Ugo (?-dopo il 984), indicato, come esecutore testamentario, assieme al padre, Raimondo, dal vescovo di Tolosa, Ugo, nel 960[17], poi citato nel testamento di suo padre[10], che secondo lo storico francese Christian Settipani, esperto di genealogie, viene citato come abate-conte[18] in due lettere datate 984[15]
- Ponzio, che non viene nominato nel testamento del padre[10]
- Ermengardo, che non viene nominato nel testamento del padre[10]
- Ava Gisla, che, secondo lo storico Szabolcs de Vajay[19], sposò il conte di Rossiglione e d'Empúries, Gausfredo I.

## Ascendenza
|                       |                        |                          | Genitori            |  |  | Nonni |  |  | Bisnonni           |  |  | Trisnonni         |  |
|                       |                        |                          |                     |  |  |       |  |  | Uberto del Vallese |  |  | Bosone il Vecchio |  |
|                       |                        |                          |                     |  |  |       |  |  | Uberto del Vallese |  |  | Bosone il Vecchio |  |
|                       |                        | …                        |                     |  |  |       |  |  | Uberto del Vallese |  |  |                   |  |
| Tebaldo d'Arles       |                        |                          |                     |  |  |       |  |  | Uberto del Vallese |  |  |                   |  |
|                       |                        | …                        | …                   |  |  |       |  |  |                    |  |  |                   |  |
|                       |                        | …                        | …                   |  |  |       |  |  |                    |  |  |                   |  |
|                       |                        | …                        | …                   |  |  |       |  |  |                    |  |  |                   |  |
| Bosone d'Arles        |                        | …                        |                     |  |  |       |  |  |                    |  |  |                   |  |
|                       |                        | Lotario II di Lotaringia | Lotario I           |  |  |       |  |  |                    |  |  |                   |  |
|                       |                        | Lotario II di Lotaringia | Lotario I           |  |  |       |  |  |                    |  |  |                   |  |
|                       |                        | Lotario II di Lotaringia | Ermengarda di Tours |  |  |       |  |  |                    |  |  |                   |  |
| Berta di Lotaringia   |                        | Lotario II di Lotaringia |                     |  |  |       |  |  |                    |  |  |                   |  |
|                       |                        | Waldrada di Wormsgau     | …                   |  |  |       |  |  |                    |  |  |                   |  |
|                       |                        | Waldrada di Wormsgau     | …                   |  |  |       |  |  |                    |  |  |                   |  |
|                       |                        | Waldrada di Wormsgau     | …                   |  |  |       |  |  |                    |  |  |                   |  |
| Berta d'Arles         |                        | Waldrada di Wormsgau     |                     |  |  |       |  |  |                    |  |  |                   |  |
|                       | Corrado II di Borgogna | Corrado I di Borgogna    |                     |  |  |       |  |  |                    |  |  |                   |  |
|                       | Corrado II di Borgogna | Corrado I di Borgogna    |                     |  |  |       |  |  |                    |  |  |                   |  |
|                       | Corrado II di Borgogna | Adelaide d'Alsazia       |                     |  |  |       |  |  |                    |  |  |                   |  |
| Rodolfo I di Borgogna | Corrado II di Borgogna |                          |                     |  |  |       |  |  |                    |  |  |                   |  |
|                       |                        | Waldrada                 | …                   |  |  |       |  |  |                    |  |  |                   |  |
|                       |                        | Waldrada                 | …                   |  |  |       |  |  |                    |  |  |                   |  |
|                       |                        | Waldrada                 | …                   |  |  |       |  |  |                    |  |  |                   |  |
| Willa II di Borgogna  |                        | Waldrada                 |                     |  |  |       |  |  |                    |  |  |                   |  |
|                       |                        | Bosone I di Provenza     | Bivin di Vienne     |  |  |       |  |  |                    |  |  |                   |  |
|                       |                        | Bosone I di Provenza     | Bivin di Vienne     |  |  |       |  |  |                    |  |  |                   |  |
|                       |                        | Bosone I di Provenza     | Richilde            |  |  |       |  |  |                    |  |  |                   |  |
| Willa di Provenza     |                        | Bosone I di Provenza     |                     |  |  |       |  |  |                    |  |  |                   |  |
|                       |                        | …                        | …                   |  |  |       |  |  |                    |  |  |                   |  |
|                       |                        | …                        | …                   |  |  |       |  |  |                    |  |  |                   |  |
|                       |                        | …                        | …                   |  |  |       |  |  |                    |  |  |                   |  |
|                       |                        | …                        |                     |  |  |       |  |  |                    |  |  |                   |  |

### Fonti primarie
- (LA)  Monumenta Germaniae Historica, tomus III.
- (LA)  Histoire Générale de Languedoc, tomus V, Preuves.
- (LA)  Cartulaire du chapitre de l´église cathédrale Notre-Dame de Nîmes.
- (LA)  Annales Bertiniani.

### Letteratura storiografica
- René Poupardin, I regni carolingi (840-918), in «Storia del mondo medievale», vol. II, 1999, pp. 583–635
- Louis Halphen, Francia: gli ultimi Carolingi e l'ascesa di Ugo Capeto (888-987), in «Storia del mondo medievale», vol. II, 1999, pp. 636–661
- «Villa (o Willa)». In: Enciclopedia Biografica Universale, Vol. XIX, Roma: Istituto dell'Enciclopedia Italiana, 2007